# Richard Zander
Richard Zander (Königsberg, 18 luglio 1855 – Königsberg, 28 ottobre 1918) è stato un anatomista tedesco.

## Biografia
Dal 1876 studiò medicina all'Università di Königsberg, dove le sue influenze furono Karl Wilhelm von Kupffer ed Ernst Neumann. Conseguì il dottorato in medicina nel 1881 e lavorà come assistente presso l'istituto di patologia di Halle e presso l'istituto di anatomia di Königsberg. Nel 1884 ottenne la sua abilitazione per l'anatomia e nel 1892 divenne professore associato. Nel 1912 fu nominato professore ordinario onorario di anatomia all'Università di Königsberg. Fino a quando le donne non hanno potuto studiare medicina all'università, tenne lezioni per studentesse presso l'Instituto di anatomia. Ha anche tenuto conferenze all'Accademia di arte.

## Opere principali
- Die frühesten Stadien der Nagelentwickelung und ihre Beziehungen zu den Digitalnerven, (1884).
- Experimentelles zur Entscheidung der Frage über den Zusammenhang von chronischer diffuser Nephritis und Hypertrophie des linken Ventrikels, (1888).
- Beiträge zur Kenntnis der Hautnerven des Kopfes, (1897) – Contributions to the knowledge of cutaneous nerves of the head.
- Die Bedeutung der körperlichen Uebungen für die Entwicklung des Körpers und für die Gesundheit, (1897) – The importance of physical exercises for the development of the body and for health.
- Die leibesübungen und ihre Bedeutung für die gesundheit (1900).
- Vom Nervensystem, seine Bau und seiner Bedeutung für Leib und Seele im gesunden und Kranken Zustande. (Leipzig, Teubner, 1903).[2]
- Anatomie des Nervensystems (con Theodor Ziehen, 1903) in: "Handbuch der Anatomie des Menschen".[3]